# Fourmiz Racing
Fourmiz Racing (Antz Racing) est un jeu vidéo de course développé par RFX Interactive et édité par LSP Games, sorti en 2001 sur Game Boy Color.
Il est basé sur le film Fourmiz.

## Accueil
- Consoles + : 75 %[1]
- Gamekult : 2/10[2]